# Jilinga gopii
Jilinga gopii är en insektsart som beskrevs av Singh-pruthi 1936. Jilinga gopii ingår i släktet Jilinga och familjen dvärgstritar. Inga underarter finns listade i Catalogue of Life.